# Ace Attorney
Ace Attorney (Anwaltsass) ist eine populäre japanische Videospielserie von Capcom. In Japan ist die Reihe bekannt als Gyakuten Saiban (逆転裁判, dt. etwa: „Wendung im Gerichtsverfahren“). In den Spielen übernimmt man jeweils die Rolle eines Strafverteidigers, wobei einem die Aufgabe zuteilwird, die Unschuld des eigenen Mandanten zu beweisen. Neben den Gerichtsverhandlungen ist ein wesentlicher Teil der Spiele die Ermittlung und Detektivarbeit. Bezüglich des Genres ist die Ace-Attorney-Reihe sowohl eine Gerichtssimulation als auch ein Adventure (japanisches Adventure). Die gesamte Serie gilt als äußerst erfolgreich. Laut Capcom wurden bis Ende Juni 2020 weltweit mehr als 7,7 Millionen Exemplare der Reihe verkauft. 2006 wurde das Spiel als Manga adaptiert, 2012 erschien ein Film von Takashi Miike, der auf der Videospielserie basiert und 2016 eine Anime-Serie, die auch deutsch untertitelt gestreamt wird.

## Geschichte

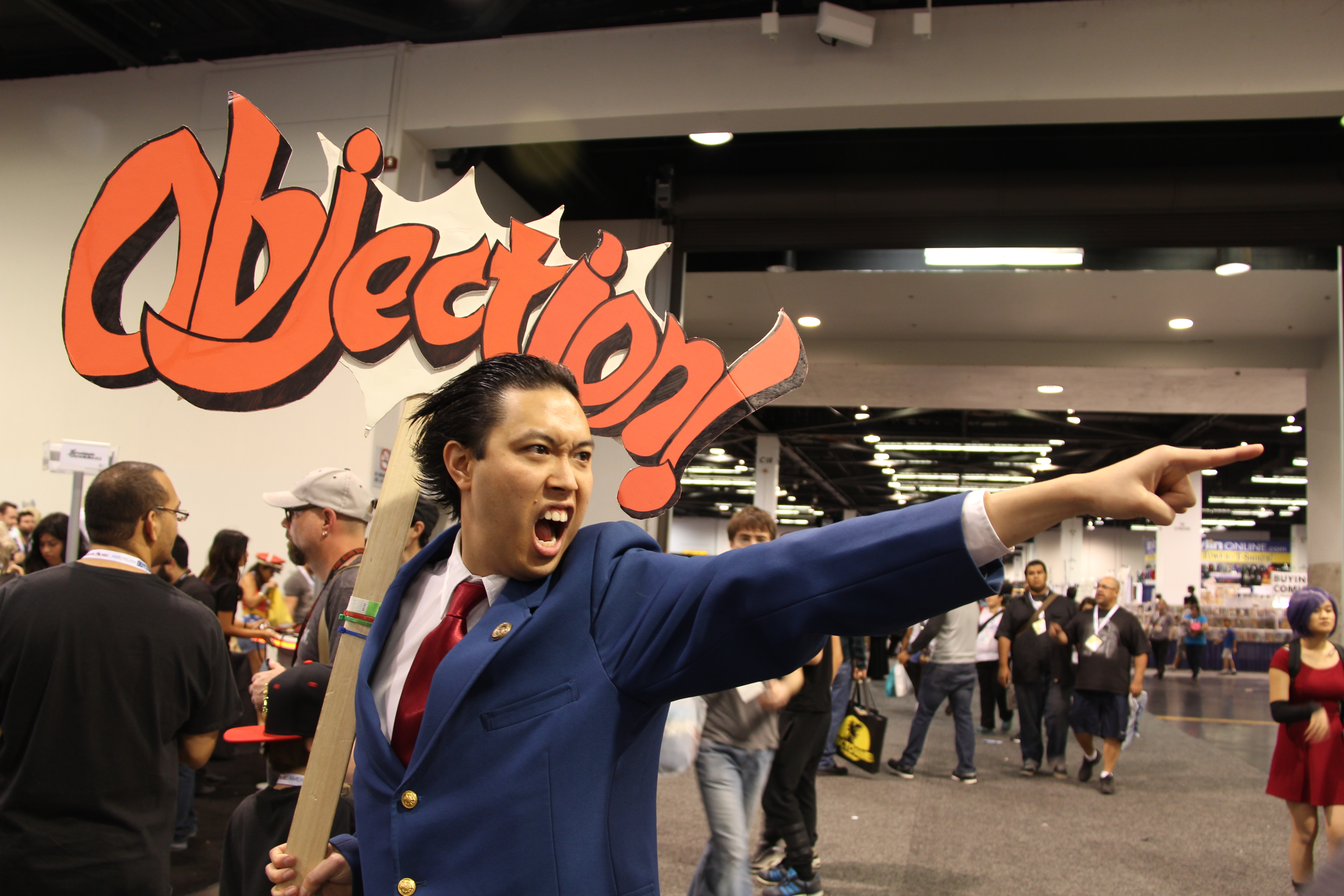
Cosplayer, der sich als Phoenix Wright verkleidet hat.

Die Serie hat ihren Ursprung auf dem Game Boy Advance, für den 2001 und nur in Japan das erste Spiel der Reihe, Gyakuten Saiban, erschien. Diesem folgten dann bis 2004 zwei weitere Teile. Ab 2005 wurde diese abgeschlossene Trilogie für den Nintendo DS wiederveröffentlicht, der erste Teil unter dem Titel Gyakuten Saiban: Yomigaeru Gyakuten (逆転裁判 蘇る逆転). Diese neuen, erweiterten Nintendo-DS-Fassungen nutzen des Weiteren die Möglichkeiten der neuen Plattform (Mikrofon, Touchscreen, beide Bildschirme) und bieten exklusive Inhalte. Diese Nintendo-DS-Spiele wurden schließlich auch unter dem Titel Ace Attorney im Westen veröffentlicht. Die erste Trilogie beinhaltet zudem den Namen der Hauptfigur Phoenix Wright im Titel. In Japan erschien die Phoenix-Wright-Trilogie 2005 bis 2006 auch als Umsetzung für Windows. 2019 wurde die Trilogie für die PlayStation 4, Xbox One, Nintendo Switch und erneut für Windows veröffentlicht.
Bislang erschienen in Deutschland sechs Teile der Reihe, Phoenix Wright: Ace Attorney und dessen Nachfolger Phoenix Wright: Ace Attorney – Justice for all und Ace Attorney: Apollo Justice, alle für den Nintendo DS. Kurioserweise wurde der vierte Teil, Ace Attorney: Apollo Justice, in Europa rund ein halbes Jahr vor dem dritten Teil veröffentlicht. Eine Veröffentlichung des dritten Spieles Phoenix Wright: Ace Attorney: Trials and Tribulations erschien daher einige Zeit als fraglich. Jedoch wurde das Spiel schließlich im Sommer 2008 durch die Produzentin der Ace-Attorney-Reihe, Minae Matsukawa, im Gespräch mit Nintendo of Europe offiziell angekündigt und am 3. Oktober 2008 schließlich in Europa (auch mit deutscher Lokalisierung) unter dem Namen Ace Attorney: Trials and Tribulations veröffentlicht.
Der fünfte Teil der Reihe, Gyakuten Saiban 5, wurde bereits am 22. Mai 2007 von Capcom angekündigt, wobei weiter gehende Informationen diesbezüglich jedoch ausblieben. Zudem erschien am 27. Mai 2009 das Spiel Gyakuten Kenji (逆転検事) für den Nintendo DS in Japan. Dabei handelt es sich um einen Ableger der Hauptserie, der den Staatsanwalt Miles Edgeworth und den Ermittler Dick Gumshoe thematisiert. 2009 wurde dieser Ableger mit dem lokalisierten Titel Ace Attorney Investigations: Miles Edgeworth auch offiziell für den Westen angekündigt. Das Spiel erschien im Februar 2010 in den USA und Europa (allerdings nur auf Englisch). Der fünfte Teil der Hauptserie, Phoenix Wright: Ace Attorney – Dual Destinies, erschien 2013 für den Nintendo 3DS. Er bietet, im Gegensatz zu seinen Vorgängern, animierte Zwischensequenzen in englischer und japanischer Sprachausgabe. Der Protagonist Phoenix Wright hat auch eine neue Partnerin an seiner Seite, Athena Cykes.
Der Spin-off-Titel, Dai Gyakuten Saiban: Naruhodō Ryūnosuke no Bōken (dt. etwa: „Große Wendung im Gerichtsverfahren: die Abenteuer des Naruhodō Ryūnosuke“), erschien am 7. Juli 2015 für den Nintendo 3DS in Japan. Sie handelt von einem entfernten Vorfahren von Phoenix Wright und spielt im Viktorianischen Zeitalter, in Japan und England. Der Nachfolger, Dai Gyakuten Saiban 2: Naruhodō Ryūnosuke no Kakugo (dt. etwa: „Große Wendung im Gerichtsverfahren: der Abschluss des Naruhodō Ryūnosuke“) erschien am 3. August 2017 für den Nintendo 3DS in Japan. Für Juli 2021 wurde eine Neuveröffentlichungen der Duologie für PlayStation 4, Nintendo Switch und Windows angekündigt. Diese Neuveröffentlichung, genannt The Great Ace Attorney Chronicles, war mit einer englischen Sprachausgabe das erste Mal, dass die Serie auf westlichen Märkten erschien.
Der sechste Teil der Reihe, Gyakuten Saiban 6, wurde am 1. September 2015 angekündigt und erschien in Japan am 9. Juni 2016. Zeitgleich gab Capcom über den offiziellen Twitter-Account der Reihe bekannt, den neuen Teil auch im Westen zu veröffentlichen. Er erschien unter dem Namen Ace Attorney: Spirit Of Justice am 8. September 2016 in Nordamerika und Europa. In diesem Spiel der Reihe treten Phoenix Wright, Apollo Justice, Athena Cykes, Simon Blackquill, Trucy Wright, Maya Fey, Pearl Fey, Ema Skye und Miles Edgeworth als wiederkehrende Charaktere auf.

## Spielprinzip
Die Spiele sind grafisch in einem Anime-Stil gehalten. Die Fälle (vier oder fünf pro Spiel, mit nur einer Ausnahme Mordfälle) folgen einer linearen Handlung, die im fortlaufenden Spielverlauf zunehmend spannender, länger, komplexer und anspruchsvoller wird. Quer durch alle Spiele besteht ein roter Handlungsfaden. Die Spiele spielen in einer nicht näher genannten japanischen Großstadt (die US-Lokalisierung verlegte das Setting kurzerhand nach Los Angeles). Zu Beginn des ersten Spieles schlüpft man als Spieler in die Rolle des jungen Strafverteidigers Phoenix Wright (im Original: 成歩堂 龍一, Naruhodō Ryūichi), der soeben sein Studium beendet hat und noch keinerlei Berufserfahrung besitzt. Bereits das erste Mandat beschert Phoenix Wright einen Mordfall und die Verteidigung eines unter Mordverdacht stehenden Freundes. Weite Teile der Spiele bestehen aus Gesprächen und Wortgefechten, denen Aufmerksamkeit entgegengebracht werden sollte. Des Weiteren ist es nötig, direkt zu ermitteln, etwa in der Strafanstalt, dem Tatort et cetera, um Beweise zu finden und Zeugen zu befragen. Hat man genug Beweise in der Hand, geht es zur ersten Gerichtsverhandlung. Dabei liefert man sich Wortgefechte mit Anklägern (Staatsanwälten), dem Richter und nimmt Zeugen ins Kreuzverhör. Um die Lügen und Lücken in den Aussagen aufzudecken, müssen dem Gericht passende bzw. entgegenstehende Beweise vorgelegt werden.
In fast jedem Fall steht dem Spieler ein Helfer zur Verfügung, der Phoenix Wright mit Tipps zum Geschehen oder einer „speziellen Fähigkeit“ unterstützt. So können die Mitglieder der Fey-Familie Maya und Pearl den Geist unter anderem von Mia Fey beschwören, die ihm hilfreiche Tipps gibt, währenddessen Ema Skye als eine Art wissenschaftliche Mitarbeiterin bzw. im Verlauf der Spielserie als Ermittlerin der Polizei mit Fingerabdruckpulver und einem Röntgengerät arbeitet. Inspektor Dick Gumshoe wiederum bietet dem Spieler in ausgewählten Fällen Zugriff auf einen Metalldetektor oder einen Polizeispürhund. Der Spieler erhält in allen Fällen auch eine eingehende Einführung in den Umgang mit den Utensilien.
Die zu lösenden Mordfälle sind logisch, aber nicht realistisch gehalten. Neben dem etwas ungewöhnlichen Justizsystem, bei dem der Angeklagte umgekehrt seine Unschuld beweisen muss und Zeugenaussagen selbst nach mehreren nachgewiesenen Falschaussagen noch Gültigkeit besitzen, kommen doch sehr viele skurrile und unrealistisch comichafte Charaktere vor, z. B. muss Phoenix Wright auch einen Papagei und die Puppe eines Bauchredners befragen. Ein weiterer zentraler Punkt sind übernatürliche Elemente, so werden bestimmte Personen in der Umgebung des Protagonisten mehrere Male vom Geist seiner verstorbenen Kollegin Mia Fey (綾里 千尋, Ayasato Chihiro) besessen. Außerdem gibt es ab dem zweiten Spiel die Möglichkeit, mit einem Magatama (einer Art Glücksbringer) sogenannte „Psychoblockaden“ in den Unterhaltungen zu entdecken und mit Hilfe von gesammelten Beweisstücken Schritt für Schritt zu durchbrechen, um an neue Informationen zu gelangen. Auch die Persönlichkeiten der „normalen“ Charaktere sind meistens etwas überzogen dargestellt und geben der ganzen Reihe einen durchaus erwünschten Surrealismus. Einige Beispiele dafür sind eine im Gerichtssaal peitschenschwingende Staatsanwältin, ein voreiliger Richter (durch seine leichte Naivität dient dieser als eine Art FAQ, da gelegentlich bestimmte Fachbegriffe und Sachverhalte, die der Spieler vielleicht nicht kennt, erörtert werden), oft extravagante Zeugen bzw. Verdächtige, oder ein einfältiger Inspektor. Doch gerade diese Gestaltung der Charaktere und die oft amüsanten Unterhaltungen sind nicht unbedeutend für den Erfolg der gesamten Serie.
Spielerisch ist die Reihe ein klassisches Point-and-Click-Adventure (gesteuert mit dem DS-Stylus) und Japanisches Adventure (mit den typischen langen Gesprächen und animierten Charakteren).
Ab dem vierten Spiel der Reihe Ace Attorney: Apollo Justice (王泥喜 法介, Odoroki Hōsuke) und dem Remake der ersten drei Teile für den Nintendo DS werden die Fähigkeiten des Handhelds vollständig ausgeschöpft (Mikrofon, Touchpad). So hat man unter anderem die Möglichkeit, an passenden Stellen selbst „Moment mal!“, „Einspruch!“ oder „Nimm das!“ zu rufen.
Um das Spiel anspruchsvoller zu gestalten, stehen dem Spieler während einer Gerichtsverhandlung oder dem Durchbrechen der Psychoblockaden nur eine gewisse Anzahl von Fehlversuchen zur Verfügung, die durch einen Lebensbalken oder Ausrufezeichen (Phoenix Wright: Ace Attorney) symbolisiert werden. Wie viel Lebensenergie der Spieler für einen Fehlversuch abgezogen bekommt, hängt von der Art des Fehlers ab: falsche Verdächtigungen können das Spiel sofort beenden, während ein falsch vorgelegter Beweis „nur“ mit etwa 20 Prozent Abzug bestraft wird. Ein Fehlversuch wird durch das Spiel angezeigt, indem der Richter während der Gerichtsverhandlung eine Strafe gegen Phoenix Wright ausspricht. Auch beim Durchbrechen der Psychoblockaden kann der Spieler Lebensenergie verlieren, indem er einen falschen Beweis vorzeigt.
Ist die Lebensleiste komplett geleert, ist das Spiel an dieser Stelle beendet. War der Spieler zu diesem Zeitpunkt vor Gericht, ist der Prozess verloren und man muss von vorne beginnen. Versuchte der Spieler, die Psychoblockade zu durchbrechen, muss er ebenfalls von vorne beginnen und hat nur noch einen Fehlversuch übrig.
Um Lebensenergie wiederherzustellen, muss der Spieler die Blockaden erfolgreich knacken, dann erhält er 50 % der Energie zurück. Verlorene Lebensenergie vor Gericht wird prinzipiell in die Ermittlungsphase übernommen. In Folgen ohne Psychoblockaden füllt sich die Lebensenergie bei jedem automatischen, vom Spiel vorgegebenen Speicherpunkt von selbst vollständig auf.

## Manga
Da sich Gyakuten Saiban in Japan größter Beliebtheit erfreut, erscheint dort auch eine offizielle Manga-Reihe. Diese stammt vom Autor Kenji Kuroda (bekannt durch Cunning Girl) und dem Zeichner Kazuo Maekawa (u. a. Shurabaka!). Die Reihe startete 2006 in der Seinen-Anthologie Bessatsu Young Magazine des Verlages Kōdansha. Des Weiteren erschienen von diesem Phoenix Wright-Manga bislang vier zusammenfassende Tankōbons.
Es wurde 2008 in den USA der Band Official Casebook Vol. 1 – The Phoenix Wright Files veröffentlicht. Dieser, in Japan ursprünglich 2006 erschienene Band, bietet zahlreiche, vor allem heitere, Dōjinshi, Anfang 2009 folgte Official Casebook Vol. 2 – The Miles Edgeworth Files.

## Film
Am 11. Februar 2012 startete eine Realverfilmung unter der Regie von Takashi Miike in den japanischen Kinos, basierend auf der Handlung des ersten Spiels. In Deutschland wurde der Film auf dem Fantasy Filmfest 2012 gezeigt und 2013 auf DVD und Blu-ray veröffentlicht.
Synchronisation
| Rolle             | Darsteller        | Deutscher Sprecher |
| ----------------- | ----------------- | ------------------ |
| Phoenix Wright    | Hiroki Narimiya   | Robert Kotulla     |
| Mini-Phoenix      | Takeru Shibuya    | Aaron Lüß          |
| Maya Fey          | Mirei Kiritani    | Sonja Stein        |
| Mini-Maya         | Ritoka Nishiguchi |                    |
| Miles Edgeworth   | Takumi Saito      | Christian Stark    |
| Mini-Miles        | Minami Hamabe     |                    |
| Mia Fey           | Rei Dan           | Céline Fontanges   |
| Mini-Mia          | Minami Hamabe     |                    |
| Dick Gumshoe      | Shunsuke Daito    | Tobias Schmitz     |
| Larry Butz        | Akiyoshi Nakao    | Leonhard Mahlich   |
| Manfred von Karma | Ryo Ishibashi     | Rainer Schmitt     |
| Richter           | Akira Emoto       | Achim Schülke      |
| Lotta Hart        | Mitsuki Tanimura  | Mia Diekow         |
| Gregory Edgeworth | Takehiro Hira     | Michael Bideller   |
| Robert Hammond    | Eisuke Sasai      |                    |
| Redd White        | Makoto Ayukawa    | Walter Wigand      |
| Misty Fey         | Kimiko Yo         |                    |
| Yanni Yogi        | Fumiyo Kohinata   | Martin May         |

## Anime-Serie
Das Animationsstudio A-1 Pictures adaptierte die Spielereihe als Anime-Fernsehserie Gyakuten Saiban – Sono „Shinjitsu“ Igi Ari! (逆転裁判 〜その「真実」、異議あり!〜). Regie führt Ayumu Watanabe, während das Character Design und die Animationsleitung von Keiko Ōta und Kōji Watanabe stammt. Autor war Atsuhiro Tomioka und die verantwortlichen Produzenten sind Koji Nagai und Masanori Miyake. Die Musik komponierte Kaoru Wada. Die Handlung der etwa 25 Minuten langen Folgen dreht sich wie die Spiele um die ersten Fälle des jungen Anwalts Phoenix Wright. Die Verbrechen spielen sich oft in seinem persönlichen Umfeld ab und konfrontiert ihn schnell mit seinem Rivalen, dem Staatsanwalt Miles Edgeworth.
Die 24 Folgen umfassende Serie wurde vom 2. April bis 24. September 2016 auf Yomiuri TV ausgestrahlt. Crunchyroll streamte die Serie parallel zur japanischen Ausstrahlung als Simulcast weltweit außerhalb Asiens auch mit deutschen Untertiteln als Ace Attorney.
Synchronisation
| Rolle                           | japanischer Sprecher (Seiyū) |
| ------------------------------- | ---------------------------- |
| Ryūichi Naruhodō/Phoenix Wright | Yuuki Kaji                   |
| Reiji Mitsurugi/Miles Edgeworth | Masashi Tamaki               |
| Mayoi Ayasato/Maya Fey          | Aoi Yūki                     |
| Richter                         | Ben Hiura                    |

## Chronologie
| Nr.                                | Originaltitel                                                                                            | Englischer Titel                                       | Plattformen                                                                             | Erscheinungsdaten Japan                                                                                               | Erscheinungsdaten Nordamerika                                                                          | Erscheinungsdaten Europa | Verkäufe                           |
| Gyakuten Saiban-Reihe (Hauptreihe) | Gyakuten Saiban-Reihe (Hauptreihe)                                                                       | Gyakuten Saiban-Reihe (Hauptreihe)                     | Gyakuten Saiban-Reihe (Hauptreihe)                                                      | Gyakuten Saiban-Reihe (Hauptreihe)                                                                                    | Gyakuten Saiban-Reihe (Hauptreihe)                                                                     | Gyakuten Saiban-Reihe (Hauptreihe) | Gyakuten Saiban-Reihe (Hauptreihe) |
| ---------------------------------- | --- | ------------------------------------------------------ | --------------------------------------------------------------------------------------- | --- | --- | --- | ---------------------------------- |
| 1                                  | Gyakuten Saiban 逆転裁判 Gyakuten Saiban: Yomigaeru Gyakuten 逆転裁判 蘇る逆転 (DS)                      | Phoenix Wright: Ace Attorney                           | Game Boy Advance, Nintendo DS, Microsoft Windows, Wii, iOS                              | 12. Okt. 2001 (GBA) 15. Sep. 2005 (DS) 23. Dez. 2005 (Windows) 15. Dez. 2009, 16. März 2010 (Wii) 21. Dez. 2009 (iOS) | 12. Okt. 2005 (DS) 11. Jan. 2010, 24. Mai 2010 (Wii) 24. Mai 2010 (iOS)                                | 16. März 2006 (DS) 15. Jan. 2010, Mai 2010 (Wii)                                                                                      | 50.000 (GBA) 930.000 (DS)          |
| 2                                  | Gyakuten Saiban 2 逆転裁判2                                                                              | Phoenix Wright: Ace Attorney – Justice for All         | Game Boy Advance, Nintendo DS, Microsoft Windows, Wii                                   | 22. Okt. 2002 (GBA) 31. März 2006 (Windows) 26. Okt. 2006 (DS) 26. Jan. 2010 (Wii)                                    | 16. Jan. 2007 (DS) 15. Feb. 2010 (Wii)                                                                 | 16. März 2007 (DS) 19. Feb. 2010 (Wii)                                                                                                | 140.000 (GBA) 530.000 (DS)         |
| 3                                  | Gyakuten Saiban 3 逆転裁判3                                                                              | Phoenix Wright: Ace Attorney – Trials and Tribulations | Game Boy Advance, Nintendo DS, Microsoft Windows, Wii                                   | 23. Jan. 2004 (GBA) 31. März 2006 (Windows) 23. Aug. 2007 (DS) 23. Feb. 2010 (Wii)                                    | 23. Okt. 2007 (DS) 10. Mai 2010 (Wii)                                                                  | 3. Okt. 2008 (DS) 21. Mai 2010 (Wii)                                                                                                  | 160.000 (GBA) 620.000 (DS)         |
| 1–3                                | Gyakuten Saiban 123: Naruhodou Selection 逆転裁判123成歩堂セレクション                                   | Phoenix Wright: Ace Attorney Trilogy                   | Android, Nintendo 3DS, Nintendo Switch, PlayStation 4, Xbox One, Microsoft Windows, iOS | 7. Feb. 2012 (Android, iOS) 17. Apr. 2014 (3DS) 21. Feb. 2019 (Switch, PS4, XBO, PC)                                  | 30. Mai 2013 (iOS) 9. Dez. 2014 (3DS – nur im eShop) 9. Apr. 2019 (Switch, PS4, XBO, PC – nur Digital) | 30. Mai 2013 (iOS – in Englisch) 11. Dez. 2014 (3DS – nur im eShop in Englisch) 9. Apr. 2019 (Switch, PS4, XBO, PC – nur Digital)     |                                    |
| 4                                  | Gyakuten Saiban 4 逆転裁判4                                                                              | Apollo Justice: Ace Attorney                           | Nintendo DS, iOS, Android, Nintendo 3DS                                                 | 12. Apr. 2007 (DS) 1. Dez. 2016 (iOS) 8. Dez. 2016 (Android) 22. Nov. 2017 (3DS)                                      | 19. Feb. 2008 (DS) 1. Dez. 2016 (iOS) 8. Dez. 2016 (Android) 21. Nov. 2017 (3DS – nur im eShop)        | 9. Mai 2008 (DS) 1. Dez. 2016 (iOS – in Englisch) 8. Dez. 2016 (Android – in Englisch) 23. Nov. 2017 (3DS – nur im eShop in Englisch) | 990.000 (DS)                       |
| 5                                  | Gyakuten Saiban 5 逆転裁判5                                                                              | Phoenix Wright: Ace Attorney – Dual Destinies          | Nintendo 3DS, iOS, Android                                                              | 25. Juli 2013 (3DS) 7. Aug. 2014 (iOS) 23. Mai 2017 (Android)                                                         | 24. Okt. 2013 (3DS – nur im eShop) 14. Aug. 2014 (iOS) 23. Mai 2017 (Android)                          | 24. Okt. 2013 (3DS – nur im eShop) 14. Aug. 2014 (iOS) 23. Mai 2017 (Android) nur in Englisch verfügbar                               |                                    |
| 6                                  | Gyakuten Saiban 6 逆転裁判6                                                                              | Phoenix Wright: Ace Attorney – Spirit of Justice       | Nintendo 3DS, iOS, Android                                                              | 9. Juni 2016 (3DS) 21. Sep. 2017 (iOS, Android)                                                                       | 8. Sep. 2016 (3DS – nur im eShop) 21. Sep. 2017 (iOS, Android)                                         | 8. Sep. 2016 (3DS – nur im eShop) 21. Sep. 2017 (iOS, Android) nur in Englisch verfügbar                                              |                                    |
| 4–6                                | Gyakuten Saiban 456: Odoroki Serekushon 逆転裁判456王泥喜セレクション                                    | Apollo Justice: Ace Attorney Trilogy                   | Nintendo Switch, PlayStation 4, Xbox One, Microsoft Windows                             | 25. Jan. 2024 | 25. Jan. 2024                                                                                          | 25. Jan. 2024 nur digital verfügbar                                                                                                   |                                    |
| Gyakuten Kenji-Reihe               | |                                                        |                                                                                         | | | |                                    |
| 1                                  | Gyakuten Kenji 逆転検事                                                                                  | Ace Attorney Investigations: Miles Edgeworth           | Nintendo DS, iOS, Android                                                               | 28. Mai 2009 (DS) 8. Dez. 2017 (iOS, Android)                                                                         | 16. Feb. 2010 (DS) 8. Dez. 2017 (iOS, Android)                                                         | 19. Feb. 2010 (DS) 8. Dez. 2017 (iOS, Android) nur in Englisch verfügbar                                                              | 700.000 (DS)                       |
| 2                                  | Gyakuten Kenji 2 逆転検事2                                                                               | Ace Attorney Investigations 2: Prosecutor's Gambit     | Nintendo DS, iOS, Android                                                               | 3. Feb. 2011 (DS) 21. Dez. 2017 (iOS, Android)                                                                        | nicht erschienen                                                                                       | nicht erschienen |                                    |
| 1&2                                | Gyakuten Kenji 1＆2: Mitsurugi Serekushon 逆転検事1&2 御剣セレクション                                   | Ace Attorney Investigations Collection                 | Nintendo Switch, Playstation 4, Xbox One, Microsoft Windows, Steam                      | 6. Sep. 2024 | 6. Sep. 2024                                                                                           | 6. Sep. 2024 |                                    |
| Crossover mit Professor Layton     | |                                                        |                                                                                         | | | |                                    |
| –                                  | Reiton-kyōju VS Gyakuten Saiban レイトン教授 VS 逆転裁判                                                 | Professor Layton vs. Phoenix Wright: Ace Attorney      | Nintendo 3DS                                                                            | 29. Nov. 2012 | 29. Aug. 2014                                                                                          | 28. März 2014 |                                    |
| Dai Gyakuten Saiban-Reihe          | |                                                        |                                                                                         | | | |                                    |
| 1                                  | Dai Gyakuten Saiban: Naruhodō Ryūnosuke no Bōken 大逆転裁判 -成歩堂龍ノ介の冒險-                         | The Great Ace Attorney: Adventures                     | Nintendo 3DS, iOS, Android                                                              | 9. Juli 2015 (3DS) 31. Aug. 2017 (iOS, Android)                                                                       | nicht erschienen                                                                                       | nicht erschienen |                                    |
| 2                                  | Dai Gyakuten Saiban 2: Naruhodō Ryūnosuke no Kakugo 大逆転裁判２ -成歩堂龍ノ介の覺悟-                    | The Great Ace Attorney 2: Resolve                      | Nintendo 3DS, iOS, Android                                                              | 3. Aug. 2017 (3DS) 24. Apr. 2018 (iOS, Android)                                                                       | nicht erschienen                                                                                       | nicht erschienen |                                    |
| 1&2                                | Dai Gyakuten Saiban 1&2: Naruhodō Ryūnosuke no Bōken to Kakugo 大逆転裁判1＆2 -成歩堂龍ノ介の冒險と覺悟- | The Great Ace Attorney Chronicles                      | Nintendo Switch, Playstation 4, Microsoft Windows                                       | 29. Juli 2021 | 27. Juli 2021                                                                                          | 27. Juli 2021 nur digital in Englisch verfügbar                                                                                       |                                    |